# Principado Episcopal de Trento
O Principado Episcopal de Trento foi um Estado eclesiástico (governado pelo bispo de Trento) que existiu por cerca de oito séculos (de 1027 a 1802), vinculado ao Sacro Império Romano-Germânico no Círculo Imperial Austríaco e posteriormente ao Império Austríaco. Localizava-se no território da atual região italiana do Trentino-Alto Ádige (Trentino-Südtirol), no antigo Condado Principesco do Tirol. No início do século XIX, a administração foi secularizada e reunida ao restante governo do condado do Tirol, do qual o território de Trento já fazia parte como entidade semi-autônoma desde 1363.

## História

### Idade Média
O Principado Episcopal de Trento  criado em 1027 pelo imperador romano-germânico Conrado II, juntamente com o vizinho Principado Episcopal de Bressanone. Conrado II decidiu investir bispos com o poder temporal para estabilizar a região que com frequência era palco de batalhas entre os diversos príncipes laicos do império, assim como para facilitar a passagem do exército imperial entre o norte da península Itálica e a Alemanha, ao longo de duas antigas estradas romanas da região, a Via Cláudia Augusta e a Cláudia Augusta Altinate. A maior parte da área compreendida nos dois novos estados fazia parte anteriormente da Marca de Verona.
Os dois príncipes-bispos eram autênticos príncipes do Sacro Império Romano-Germânico, sujeitos somente à autoridade do imperador e do papa, e membros da dieta imperial. O bispo de Trento (Fürstbischof von Trient; principe vescovile di Trento) estabeleceu uma sólida ligação com o imperador, enquanto era crescente a influência do condado do Tirol sobre toda aquela região alpina. A maior parte dos bispos de Trento e Bressanone (Brixen) era de origem alemã, pertencente a nobres famílias do Tirol, Suíça, Baviera (Bayern), Boêmia (Böhmen), Suábia (Schwaben).
O condado do Tirol (originalmente Tyrol), surgido na Val Venosta (Vinschgau), no Castelo Tirol, mantinha grande influência sobre a cidade de Bolzano (Bozen), Arco (Arch) e Innsbruck e ampliou durante a Idade Média seu domínio sobre as terras da Bassa Atesina (Tiroler Unterland), territórios então pertencentes à Arquidiocese de Trento.

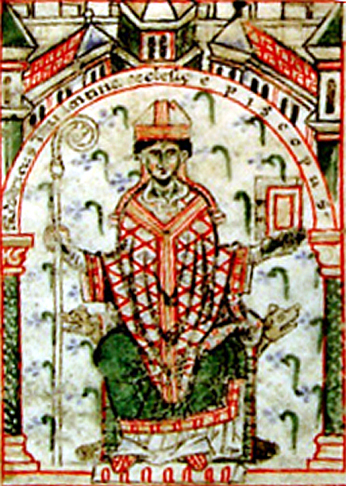
Frederico Vanga

O bispo Adelpreto / Adelbrecht (1156-1172), da família dos Hohenstaufen (a mesma do imperador Frederico I), havia tentado impor o próprio poder temporal sobre todo o território da diocese; foi assassinado em Arco, em 30 de setembro de 1172 supostamente a mando dos condes de Appiano (Eppan). A autoridade do príncipe-bispo foi porém reafirmada pelo imperador Frederico Barbarossa e por seu filho Henrique VII: os bispos foram de fato autorizados a emitir moedas e instituir novos impostos.
O principado foi reorganizado por Frederico Vanga / Friederich Wanger (1205-1218), uma das figuras históricas mais importantes da Igreja tridentina, parente do imperador Oto IV. Aliado do bispo de Bressanone (Brixen) e apoiado pela ordem religiosa dos Cavaleiros Teutônicos, a quem doou grande patrimônio, conseguiu limitar a influência e a força dos nobres leigos e reconquistou grande parte dos territórios perdidos no passado. A fim de definir definitivamente a autoridade do bispo sobre o território da região, ele reuniu numa coletânea chamada Codex Wangianus todos os documentos históricos que certificavam o poder episcopal, anotada na origem com o título de Libro di San Vigilio, uma das principais fontes para a historiografia do principado na Idade Média. Frederico foi um grande mecenas de artistas e arquitetos, manteve o comércio ao longo da via dos Alpes e investiu notáveis capitais na mineração de prata. O estatuto de mineração que outorgou em 19 de junho de 1209 é considerado o mais antigo documento oficial sobre extração mineral nos Alpes. Nesse período, a cidade de Trento foi fortificada com a construção de novas muralhas e teve início a construção da Catedral de Trento. Ademais, com a instalação de tiroleses de língua alemã em Primiero (Primör), Valsugana (Suganertal), nesse período surgiu aquela que é atualmente a maior comunidade germanófona trentina, a de Valle dei Mocheni (Fersental), embora documentos atestam que o uso do idioma alemão era muito mais difuso em boa parte do território trentino.
A morte de Vanga na Terra Santa durante uma cruzada parou as reformas. Em 1236, o imperador Frederico II depôs os bispos da região e suas insígnias de autoridade sobre uma vasta região em torno de Trento, anexada pela marca de Treviso: a administração do novo feudo foi confiada ao fiel companheiro Ezzelino da Romano de Verona.
No século XIII, os condes do Tirol ampliaram seus domínios por meio de acordos de união com os bispos. Uma vez que a igreja de Trento não poderia manter uma defesa militar própria   e não poderia aplicar penas capitais, coube aos condes tiroleses a defesa militar do território do condado e das dioceses de Trento e Bressanone.

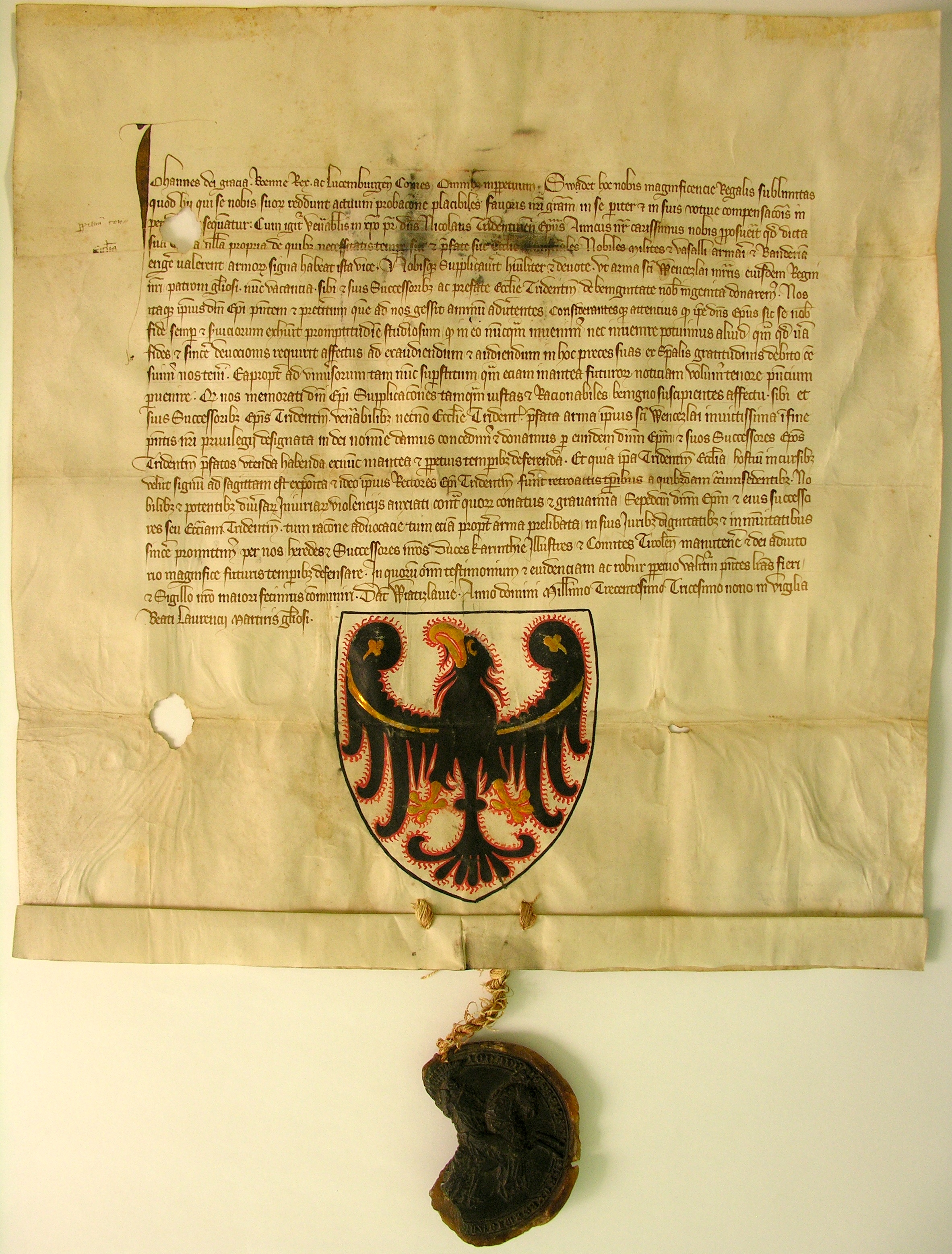
Brasão do principado concedido ao bispo Nicolau de Brno em 9 de agosto de 1339

Com o conde Mainardo II de Tirol-Gorizia, considerado o "criador" do Tirol, cresceu a influência política do condado tirolês nas dioceses de Coira, Salzburgo, Bressanone (Brixen) e Trento.
O poder temporal do bispo foi reafirmado em 1310, quando o papa Clemente V nomeou como chefe da igreja tridentina o abade Henrique de Metz (Heinrich von Metz), chanceler do rei da Germânia, Henrique VII de Luxemburgo: em 1338, assumiu a cátedra episcopal um outro chanceler, o boêmio Nicolau de Bruna, estreitamente ligado à dinastia real. Nicolau tentou limitar o poder dos nobres nas terras do episcopado, organizando um pequeno exército episcopal e oferecendo à diocese um novo brasão unitário, a "águia de São Venceslau" - padroeiro da Boêmia.
No curso da segunda metade do século XIV, durante a luta entre os imperadores rivais Carlos IV e Luís IV, o principado foi objeto de diversas devastações e foi temporariamente anexado ao território da Baviera, que procurava ampliar seu domínio na região tirolesa.
Neste período, o bispo Alberto de Ortenburg (Albert von Ortenburg) formou uma aliança exclusiva e perpétua com os poderosos condes de Tirol, já da família dos Habsburgo (futuros imperadores austríacos), mediante os tratados feitos pela condessa Margareth Maultasch em 1363 (que unia definitivamente o Tirol à Casa real da Áustria) e na reconfirmação do acordo de união do Tirol com a Áustria em 1365. Esses estabeleceram definitivamente uma espécie de confederação entre o Condado do Tirol e a Diocese Tridentina e o fim de uma política externa e militar para esta última.

### Século XV e XVI

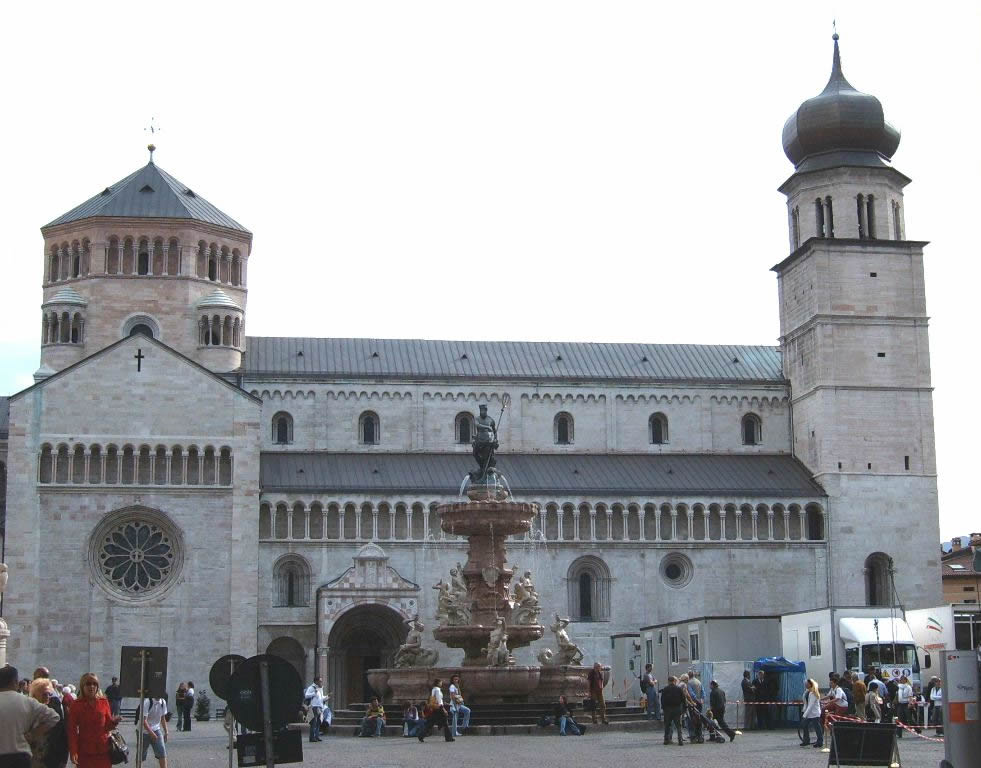
A catedral de Trento

No início do século XV, o bispo tridentino Jorge I de Liechtenstein (Jörg I von Liechtenstein - 1390-1419) procurou diminuir a influência política do condado tirolês sobre sua diocese, mas reconhecendo a aliança e colocando-se diretamente sob a autoridade do imperador. Porém, neste período a morte do duque de Milão Gian Galeazzo Visconti em 1402 desencadeou instabilidade no norte da Itália, e tropas de Galeazzo de Mântua percorreram o principado em 1405. Uma preocupação mais séria veio da expansão da República de Veneza, obrigando ao reforço militar das fronteiras do sul. Neste contexto, em abril de 1407 ocorreu uma revolta de cidadãos de Trento contra o bispo, liderados por Negro de Nigris, reivindicado direitos e invocando a proteção do conde do Tirol. Entre as causas da rebelião estavam uma pesada carga fiscal imposta pela diocese aos camponeses, a ingerência oficiais estrangeiros e negação de direitos. Os revoltosos exigiam a criação de um conselho cívico com poderes administrativos e de fiscalização do vigário episcopal, e a instalação de um referendário dotado de funções militares. Rodolfo Belenzani foi eleito capitão do povo. Essas medidas visavam criar uma administração cívica independente da jurisdição dos bispos e vinculada diretamente aos condes do Tirol.
Em 16 de abril, chamado pelos cidadãos trentinos, Frederico IV, conde do Tirol, tomou posse da cidade de Trento. O bispo foi preso e membros de seu séquito, assassinados. Frederico IV concedeu aos revoltosos o que eles pediam e ampliou a jurisdição do conselho para todo o principado. O bispo teve de renunciar ao poder temporal. Contudo, Belenzani acabou rompendo com Frederico IV, teve de fugir e os direitos cívicos há pouco concedidos foram cancelados. O estado de guerra continuou ao longo de 1408. Em 1409 Belenzani reconquistou Trento, mas em julho Henrique de Rottenburg, capitão de Frederico IV, entrou na cidade com suas tropas, e Belenzani foi morto. Os revoltosos esperavam obter o apoio militar da República de Veneza, mas o apoio não veio, e foram derrotados em 5 de julho de 1409. Em dezembro o bispo foi reinstalado, mas no ano seguinte foi despojado de seus direitos novamente e acabou se refugiando no castelo de sua família.
Com a morte de Jorge I de Liechtenstein, a cátedra episcopal foi confiada ao sobrinho do rei da Polônia,  Alexandre da Mazóvia (1423-1444]). Patrocinador de uma política de reforço do poder episcopal, o bispo buscou aproximar-se da República de Veneza e do Ducado de Milão. O despotismo do bispo polonês provocou uma outra revolta sanguinária com a intervenção das tropas tirolesas (1435). Com sua morte, previamente alçado a cardeal, a administração do principado caiu num cisma interno: o capítulo da catedral e o Império nomearam um bispo que operava ao norte da diocese, enquanto o papa Eugênio IV e Veneza apoiaram um ex-abade que governava o sul do episcopado.
Em junho de 1511, Trento e Bressanone afirmaram um acordo com o qual os dois principados tornavam-se perpetuamente confederados com o Condado de Tirol. O Tirol era, portanto, um condado unido a duas dioceses, formando a Confoederatio Tyrolensis. Durante a vitoriosa guerra contra Veneza, em 1519, o território trentino foi invadido por lanceiros de retorno de uma expedição fracassada contra Vicenza. Na cidade e no campo houve diversos episódios de peste (1510 e 1512), carestia (1512, 1519-1520) e um terremoto em 1521: estes episódios trágicos marcaram o início de uma forma de resistência ao poder dos bispos e dos nobres.
Uma revolta armada foi organizada em 1525, a revolução camponesa ou guerra rústica. Os rebeldes eram guiados por Michael Gaysmair (1490-1532), que inspirado nas ideias protestantes advindas dos reinos alemães, procurou estabelecer a instituição de uma "república" camponesa no Tirol, com nacionalização das terras e dos minérios (tirando seu controle dos bispos e nobres) e abolição do poderio excessivo da nobreza dos bispos. Gaysmair aliou-se a Veneza, o que foi considerado um ato de traição pelos tiroleses. Os revoltosos careciam de organização e foram facilmente derrotados na batalha do Valle Isarco e de Vipiteno pelas tropas tirolesas e austríacas, com o apoio do bispo trentino Bernardo Clesio. O próprio Gaysmair foi morto por um sicário do arquiduque Fernando, em Pádua, em 1532. Um milhar de rebeldes tiroleses se refugiaram na Morávia, próximo a Auspitz, onde organizaram "as fábricas fraternas" (Bruderhöfe).

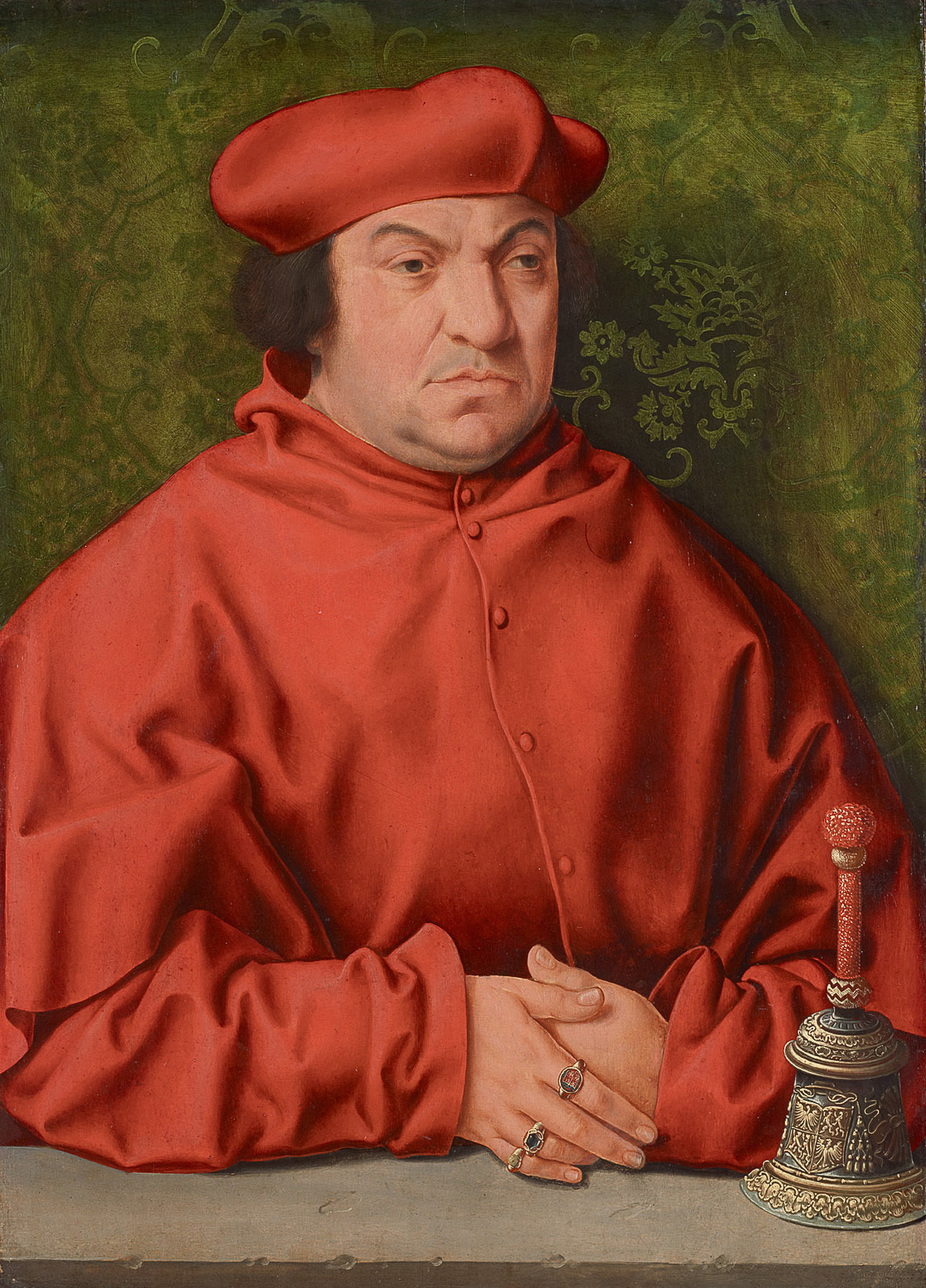
O bispo Bernardo Clesio

Na Catedral de Trento, Maximiliano I de Habsburgo foi coroado Imperador Romano-Germânico. Amante da terra tirolesa, fez prosperar naquela região as artes e deu maior importância às organizações paramilitares dos tiroleses. Com ajuda do bispo de Trento (e a pedido deste), Mazimiliano criou o Landlibell, um conjunto de normas que permitia a organização militar voluntária e organizada composta por camponeses, artesãos e nobres em companhias de atiradores   (Schützen, Sìzzeri, Bersaglieri) que se formaram em toda a região tirolesa e que não tinham a obrigação de lutar fora das terras do Tirol.
O cardeal Bernardo Clesio é considerado o autêntico refundador da autoridade episcopal dos príncipes-bispos de Trento. Conselheiro do imperador Maximiliano I e amigo de Erasmo de Rotterdam, teve um papel importante na eleição de Carlos V ocorrida em Frankfurt, em 1519, e na de Fernando I, na qualidade de rei da Boêmia. Desenvolveu um ativo mecenato artístico e cultural, ordenou reformas e embelezamentos na Catedral de Trento, abriu estradas, construiu habitações populares, pontes e aquedutos, regularizou o curso de rios, fomentou a agricultura, a indústria, a mineração e o comércio, saneou as finanças do principado, protegeu os pobres, promulgou os Estatutos de Trento e leis contra a usura, organizou arquivos históricos e implementou amplas melhorias urbanas e paisagísticas na capital. Procurou moralizar os costumes do clero e foi um grande defensor da ortodoxia católica, opondo-se firmemente à Reforma Protestante, iniciando os preparativos para a realização do Concílio de Trento.
As grandes reformas feitas pelo bispo Clesio foram completadas por seu sucessor, o cardeal Cristoforo Madruzzo. Graças ao Concílio de Trento e à política deste período, o Trentino gozou de um forte crescimento econômico no âmbito da mineração, da manufatura e do comércio. A região do Tirol havia sido escolhida para o concílio por ser um local de "encontro" dos mundos germânico e latino. O intuito era iniciar uma contra-reforma, que reconquistasse a fé católica nas terras protestantes do Sacro Império.
A presença, devido ao concílio, de homens de cultura e de estudiosos principalmente de língua italiana, contribuiu para a difusão dos ideais renascentistas e da cultura italiana na região de Trento. Em seguida, a introdução da Contrarreforma determinou uma decisiva inversão da tendência do passado, com a definitiva difusão da língua italiana em prejuízo da alemã muito difundida anteriormente entre os religiosos, mas também em todo o território. O "medo" da difusão do protestantismo no Tirol também contribuiu para que o alemão perdesse cada vez mais espaço na região trentina. Os sermões das missas já não eram mais em alemão, mas quase que exclusivamente em italiano; vários sobrenomes de origem germânica foram latinizados ou italianizados.

### Idade Moderna
No século XVII, o principado sofreu as conseqüências econômicas da Guerra dos Trinta Anos e a decadência do comércio com o Vêneto. Na primeira metade do século, o episcopado foi dirigido por membros da família Madruzzo que passaram o cargo de príncipe-bispo de tio a sobrinho: Ludovico, Carlo Gaudenzio  (alçados a cardeal pelo papa) e Carlos Manuel governaram a diocese tridentina por um século, controlando indiretamente também o principado de Bressanone (Brixen) até a morte de Carlos Manuel em 1658.
Neste ano, o imperador da Áustria, Leopoldo I deu o governo do principado ao arquiduque Sigismundo Francisco da Áustria, irmão do conde de Tirol. A diocese reforçava, assim, sua ligação com o território tirolês (mesmo se em 1662 os Habsburgo permitiram ao capítulo de Trento a jurisdição episcopal das terras eclesiásticas). Três anos depois, Sigismundo morreu e, extinta a dinastia dos condes de Tirol, o principado tridentino e as terras do condado tornaram-se definitivamente dependentes da dinastia austríaca dos Habsburgo. Isto não significou, porém, a perda do status de semi-independência do principado, que obteve vantagens como o equilíbrio do balanço em 1683, a conclusão do Castelo do Buonconsiglio em Trento e a melhora de zonas insalubres no vale do rio Ádige (Etschtal), onde foi introduzido cultivo de arroz. Os bispos tridentinos (em particular Leopoldo Spaur) mantiveram perante as autoridades imperiais sua política de independência episcopal no controle sobre as terras da Igreja, como as demais dioceses do Sacro Império.
No início do século XVIII, quando o Tirol foi invadido pelas tropas francesas e bávaras, e a própria cidade de Trento foi assediada por uma semana, em setembro de 1703. Tropas tirolesas correram em defesa dos vales da região, pois a invasão francesa trazia consigo ideias divergentes de iluminismo e mudanças que geraram desagrado entre toda a população tirolesa, sobretudo ao clero. O bispo de Trento, Pietro Vigilio Thun (1724 – 1800), fugiu para o exílio antes da chegada das tropas franco-bávaras e a capital tirolesa Innsbruck foi dominada rapidamente pelo exército bávaro.

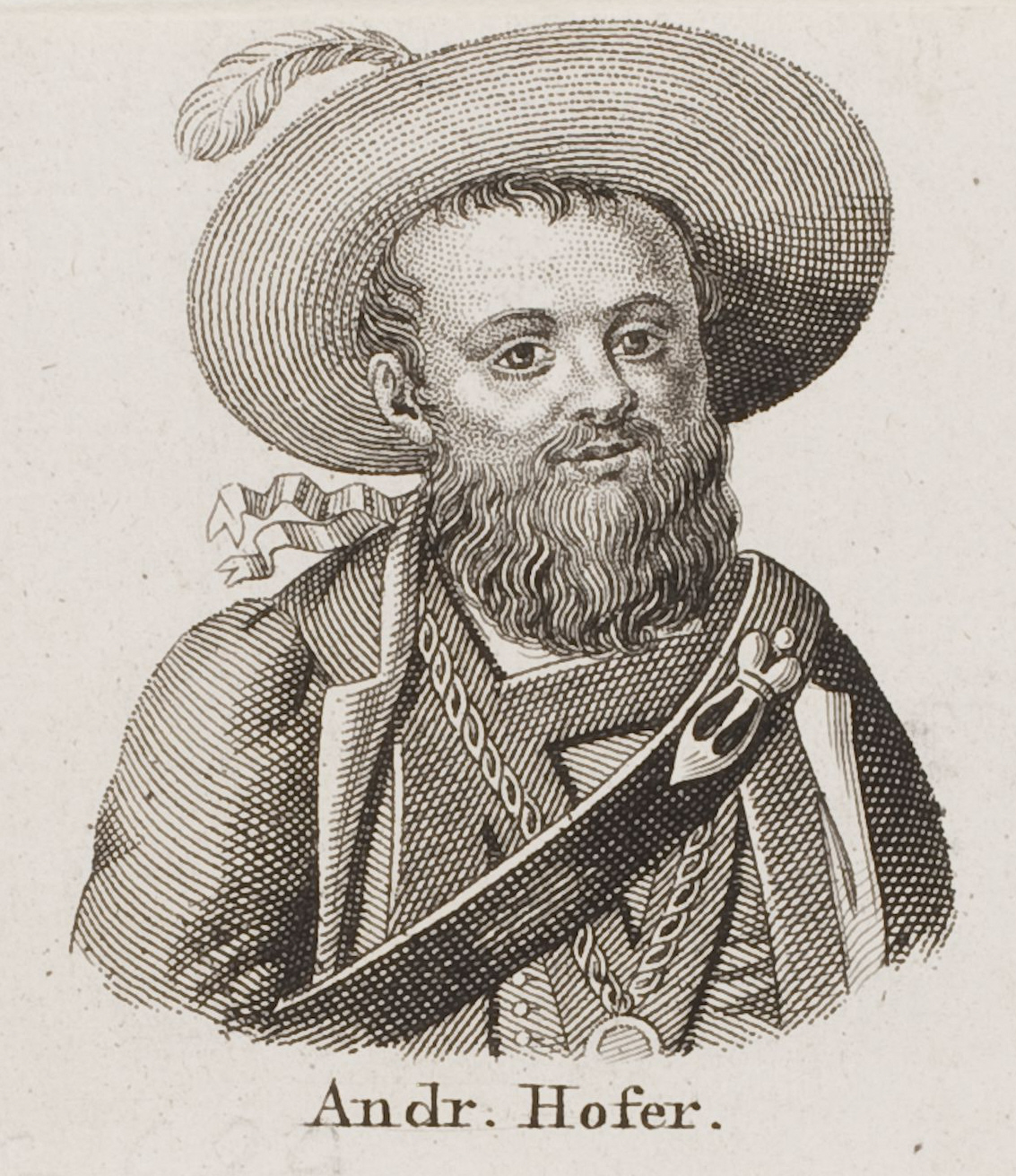
Andreas Hofer

A população tirolesa, fortemente apegada ao clero e à coroa austríaca, reagiu à invasão napoleônica com uma rebelião que marcou-se na história como a primeira baixa do poderio napoleônico na Europa. Os grupos armados formados por voluntários de diferentes origens (nobres, artesãos, comerciantes e camponeses) se organizaram contra a expansão francesa. Entre os atiradores da cidade de Merano (Meran) estava Andreas Hofer (1767 – 1810), um taberneiro nascido em  San Leonardo nella Val Passiria (Sankt Leonhardt in Passeiertal), comerciante de cavalos e carismático líder popular.
Andreas Hofer conhecia muito bem o Tirol e sua população. Falava o alemão e o italiano (pois morou na região trentina durante sua juventude) e, assim, conseguiu reunir para a resistência popular os camponeses de todos os vales tiroleses. Depois de um ato religioso em abril de 1809 com a bênção da bandeira tirolesa, Hofer teve apoio do frade capuchinho Joachim Haspinger, que com ele participou ativamente da resistência. Na região trentina, um dos nomes de maior destaque foi o da jovem Giuseppina Negrelli (1790 – 1842) de Primiero (Primör), irmã do engenheiro Luigi Negrelli (1799 – 1858), idealizador e projetista do Canal de Suez. Além dela, os capitães Bernardino Dal Ponte das Giudicarie (Judikarien) e Michael Giacomelli de Val di Fiemme (Fleimstal).
Com apoio do clero e auxílio do irmão do imperador, o arquiduque da Áustria Johann von Habsburg (1782 – 1859), os tiroleses venceram várias batalhas nos meses de abril e maio de 1809. Com a vitória sobre Bergisel em 29 de maio de 1809 (data comemorada em todo o Tirol como anno 9), os tiroleses retomaram a capital Innsbruck do domínio bávaro e expulsaram as tropas napoleônicas; foi instaurado um governo provisório que durou quase dois anos eesse período reforçou o sentimento de unificação política tirolesa.
Andreas Hofer era conhecido como Vater Hofer ("pai Hofer") entre os tiroleses de língua alemã e Capitàn Barbón ("capitão barbudo") entre os tiroleses trentinos. Por seus atos patrióticos foi condecorado pela Igreja e pelo imperador austríaco com o colar de honra (Ehrenkette) de três mil ducados.
Mas Napoleão ainda mantinha sua influência no governo de Viena (por ele controlado) e obrigou a intervenção vienense na situação política tirolesa com medo das represálias francesas contra a nobreza vienense. Após batalhas contra os bávaros e as baixas, o governo provisório tirolês enfraqueceu-se politicamente. Hofer se refugiou em sua cidade natal e a as baixas permitiram o avanço das tropas francesas, bávaras e italianas (sob o domínio napoleônico). Após o caos que se instaurava, um dos ex-combatentes, Josef Raffl, traiu e entregou Hofer ao exército italiano. O líder tirolês foi preso e levado para Mântua (Mantova), e ali fuzilado em 22 de fevereiro de 1810. A porção norte do Tirol retornou ao domínio bávaro e a parte sul foi entregue ao Reino da Itália de Napoleão Bonaparte, que tratou de substituir rapidamente os cargos públicos e adequá-los ao modo administrativo das cidades italianas - esse período marcou o início da disputa italiana pela região tirolesa (sobretudo pela área trentina). O Tratado de Paris, (28 de fevereiro de 1802), estabeleceu a secularização do estado eclesiástico tridentino.
A restauração austríaca de 1815 sinalizou o fim definitivo do Principado Episcopal de Trento, e sua administração foi englobada pelo Império Austríaco como parte do governo do Tirol.

### Idade Contemporânea
O atual Trentino (então chamado Tirolo Italiano ou Tirolo Meridionale) continuou parte do Império Austríaco até depois da unificação italiana ocorrida em 1860. A população mantinha-se fiel ao imperador e havia grande resistência anti-italiana por parte dos camponeses, enquanto nos meios socialistas e intelectuais (formado por muitos filhos e netos de italianos que haviam se transferido para as terras do Império Austríaco) havia maior simpatia pela Itália.
Somente após a Primeira Guerra Mundial, em 1919, com o Tratado de Saint-Germain-en-Laye, o Trentino passou a fazer parte integrante do Reino de Itália, juntamente com o atual Südtirol/Tirol Meridional (Província Autônoma de Bolzano). O nome "Tirol Meridional", que outrora designava o Trentino, é atualmente oficial para a província de Bolzano. O termo histórico "Tirol Italiano" (Welschtirol) é ainda bastante utilizado, identificando o idioma predominante na região trentina.